# Arthur Mainzer
Arthur Mainzer, aussi Arthur Mainzer-Reynolds et Arthur Reynolds, né le 25 novembre 1895 à Francfort-sur-le-Main (Empire allemand) et mort le 21 mars 1954 à Berlin-Wilmersdorf (Allemagne), est un acteur allemand.

## Biographie et travail
Arthur Mainzer commence sa carrière artistique en 1920 à la Schwäbische Volksbühne de Stuttgart. L'année suivante, il joue au Stuttgarts Neues Theater où il reste quatre ans. En 1925, il se rend à Berlin et y travaille des pièces radiophoniques dont Le Revizor de Nicolas Gogol. Mainzer a reçu des engagements dans plusieurs théâtres de la capitale, le théâtre Lessing, le Volksbühne, le Berliner Theater, le Theater am Schiffbauerdamm, le Deutsches Theater et la Komödienhaus. En même temps, il tient souvent de petits rôles dans des films du début de l'ère du cinéma sonore. Il a notamment joué un réalisateur (comme dans la satire Les Valises de M. O.F.), parfois un greffier en chef (comme Knell dans le classique de Richard Oswald Le Capitaine de Köpenick (de), 1931), parfois un hôtelier (comme dans les bouffonneries militaires La Fierté de la compagnie (Der Stolz der 3. Kompanie), parfois un conseiller médical (dans la satire de Gustaf Gründgens Une ville est à l'envers, également d'après Gogol Le Revizor) ou même un Premier ministre (comme dans la comédie Love at first sound).

## Filmographie
- 1931 : Les Treize Malles de monsieur O. F. (Die Koffer des Herrn O.F.) d'Alexis Granowsky
- 1931 : Sur le pavé de Berlin (Berlin - Alexanderplatz)
- 1931 : Le Capitaine de Köpenick (de)
- 1931 : Der Stolz der 3. Kompanie
- 1931 : Yorck de Gustav Ucicky
- 1932 : Le Vainqueur
- 1932 : Fünf von der Jazzband d'Erich Engel